# Nursery Cryme
Nursery Cryme is het derde studioalbum van de Engelse band Genesis. Het werd uitgebracht in november 1971. De titel is een verwijzing naar de tekst van The Musical Box en een woordspeling op nursery rhyme (een kinderrijm of kinderlied) en crime (misdaad).

## Aanloop
De band zag zich na het vertrek van Anthony Phillips en John Mayhew geconfronteerd met een aanmerkelijke aderlating. Het overgebleven trio Tony Banks, Peter Gabriel en Mike Rutherford wilden het bijltje erbij neergooien. De gitaarpartijen waren niet het grootste probleem, Rutherford kon gitaarspelen en Banks kon gitaarloopjes ook op de synthesizer spelen. Er moest dus een nieuwe drummer komen. De band zocht een drummer, die ook liedjes kon schrijven, het werd in augustus 1970 Phil Collins, die toevallig ook kon zingen. Het kwartet gaf enkele concerten waarbij toch bleek, dat een gitarist noodzakelijk was. Het werd Mick Barnard die al meespeelde in de tournee die volgde op Trespass. Tijdens die tournee werd ook al The Musical Box uitgevoerd, een deel van Barnards inbreng kwam daardoor op het album terecht. Barnard bleek zich onvoldoende te kunnen aanpassen aan het muzikaal peil en er werd in december 1970 een advertentie geplaatst in Melody Maker, gitarist gevraagd. Een van de sollicitanten was Steve Hackett, die al een concert van de muziekgroep had bijgewoond en waarbij Gabriel al had laten vallen dat Barnard niet voldeed. Hackett viel bovendien in goede aarde bij Rutherford in verband met de gezamenlijke interesse voor de twaalfsnarige gitaar. Vanaf begin 1971 was hij deel van Genesis. De band ging op tournee samen met Lindisfarne en Van der Graaf Generator, waarbij een optreden plaatsvond in België (Trespass verkocht daar goed) en ook een drietal optredens tijdens het Reading Festival. De eerste opnamen voor het album zouden plaatsvinden in een kerkgebouw, maar dat beviel niet. In juli 1971 was de tournee afgelopen en begon de band met plannen van nieuwe opnamen. Manager en platenbaas bij Charisma Records Tony Stratton-Smith raadde hun aan te gaan oefenen in het landhuis Luxford House in Crowborough, East Sussex, door Genesis omgedoopt tot Toad Hall. De muziekgroep ging aan het componeren om te kijken hoezeer Hackett en Collins konden bijdragen. Bovendien moest het passen in de al opgezette nummers met Anthony Phillips en John Mayhew. Hackett raadde Banks aan een mellotron aan te schaffen; hij wilde wat nieuwere klanken horen. Banks gaf er gehoor aan en het breekbare muziekinstrument is dan ook volop te horen op Nursery Cryme, naast het gebruikelijke hammondorgel. Collins bleek tijdens de opnamen al een workaholic.
In augustus 1971 betrok de band de Trident Studios om er onder leiding van muziekproducent John Anthony en geluidstechnicus David Hentschel (beiden van Trespass) het album op te nemen. Daarbij bleek de samenwerking Banks en Rutherford enerzijds en Hacket anderzijds nog wat kinderziekten te hebben; Hackett begreep niet altijd wat Banks en Rutherford nou precies wilden. De platenhoes werd ondertussen ontworpen door Paul Whitehead waarbij hij het reeds klaar zijnde The Musical Box als uitgangspunt nam. Hij zou later verklaren dat hij met de hoes de juiste stemming van het album had verkregen. De zangstemmen van Gabriel en Collins kwamen op één spoor terecht van de opname-apparatuur en konden dus later niet (meer) gescheiden worden.

## Ontvangst
In november 1971 verscheen het album op de Europese markt. Charisma gaf er maar weinig ruchtbaarheid aan, Stratton-Smith vond het album minder dan Trespass en zette in op het album van Fog on the Tyne van Lindisfarne. De band zelf was wel tevreden, zij zagen in The Musical Box een equivalent van Stairway to Heaven van Led Zeppelin. De pers en het publiek reageerde anders. Het album haalde matige recensies, soms aangeduid als goede muziek, maar slechte productie (a murky, distant stew, (dof) aldus muziekblad Rolling Stone). De Nederlandse pers besteedde er weinig aandacht aan, dat in tegenstelling tot Fog on the Tyne, maar daarbij moet vermeld worden dat Lindisfarne een optreden in het Concertgebouw had gegeven. Het album haalde dan ook niet de albumlijsten van die tijd, behalve in Italië. In 1974 en 1984 kwam het wel in de Britse albumlijsten terecht. Wel ontstond enige cultvorming rond het album, zodat het ten slotte in 2013 de zilveren status haalde: er waren 60.000 exemplaren verkocht. Anderen vonden het wel een goed album, zoals Keith Emerson van Emerson, Lake & Palmer en Geddy Lee van Rush. OOR's Pop-encyclopedie (2e editie) vond het album ambitieus en veelbelovend met een cohenter geluid (dan Trespass), het duidde The Musical Box aan als "klassieker".
De band ging weer op een lange tournee, waarbij ook weer België werd aangedaan. Een optreden op de Belgische televisie kwam als bootleg op de markt. Het album bevatte eigenlijk geen nummer dat als single kon worden uitgebracht, vandaar dat Happy the man werd opgenomen en als single uitgebracht. De B-kant Seven Stones is wel afkomstig van Nursery Cryme. Gedurende de tournee begon Gabriel met zijn verkleedpartijen.

## Tracks
| Nr. | Titel                           | Duur  |
| --- | ------------------------------- | ----- |
| 1.  | The Musical Box                 | 10:27 |
| 2.  | For Absent Friends              | 1:48  |
| 3.  | The Return of the Giant Hogweed | 8:12  |

| Nr. | Titel                    | Duur |
| --- | ------------------------ | ---- |
| 1.  | Seven Stones             | 5:09 |
| 2.  | Harold The Barrel        | 3:01 |
| 3.  | Harlequin                | 2:55 |
| 4.  | The Fountain of Salmacis | 7:56 |

Muziekcassettes verwisselden de eindtracks van beide kanten.

### Nummers

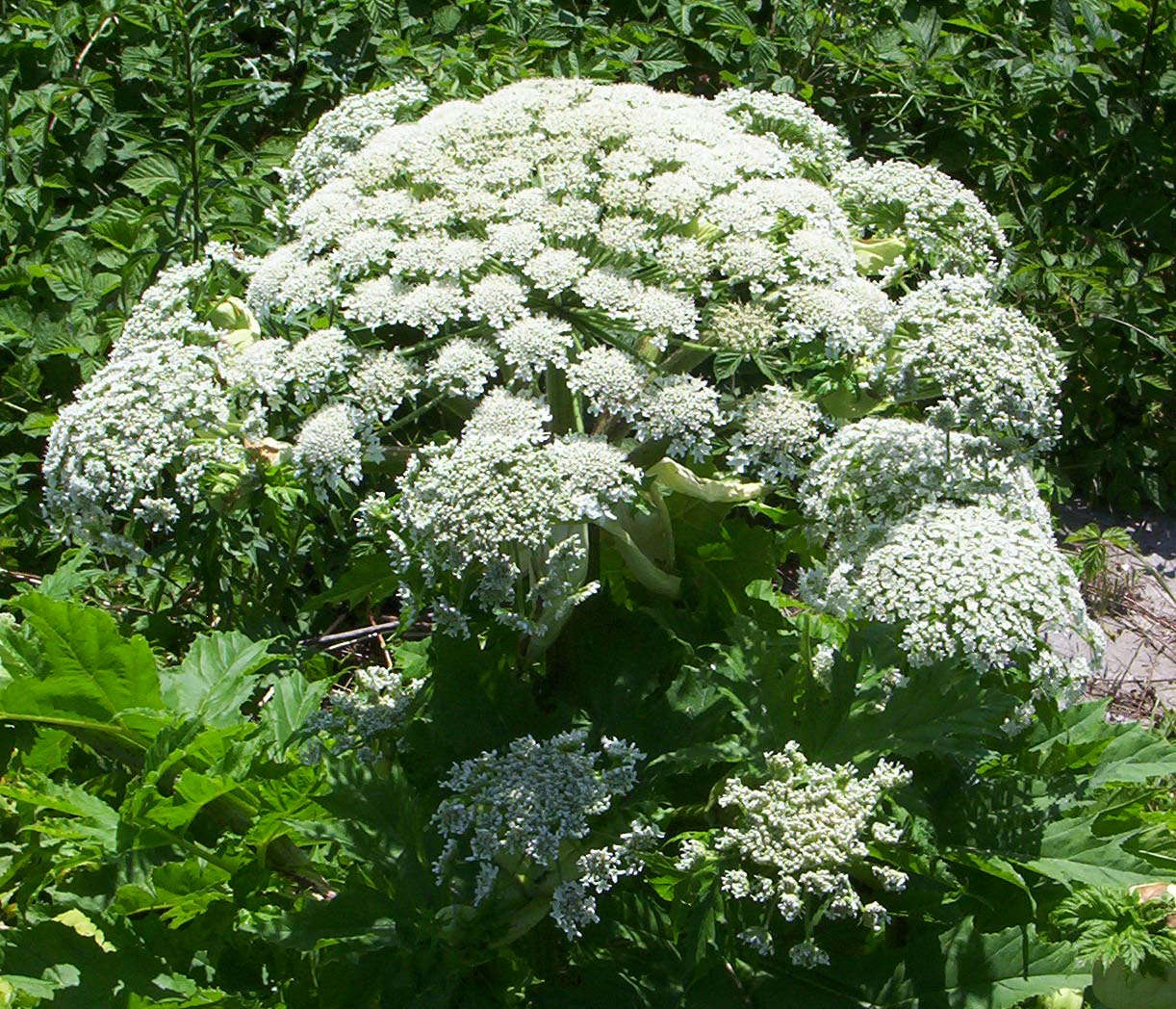
Reuzenberenklauw

The Musical Box werd de naamgever van het album. Het gaat over een onthoofding op het croquetveld, ook te vinden op de hoes. For Absent Friends gaat over twee weduwen die uit gewoonte de kerk bezoeken en bidden voor overleden echtgenoten. Het is het eerste nummer van Genesis waarop Phil Collins als zanger (wel samen met Gabriel) te horen is. The Return of the Giant Hogweed gaat over het (overdreven) gevaar van de import van de reuzenberenklauw vanuit Rusland. Seven stones over toeval in het leven, Harold the Barrel is een klein humoristisch toneelstukje over een man die zelfmoord wil plegen door van een brug te springen, waarbij iedereen er wordt bij gehaald, beïnvloed door een verhaal van John Lennon. Harlequin was het grote raadsel van het album, totdat Rutherford in 2014 losliet dat hij het woord Harvest meed in liedjes; het zou gaan over de tijd na de oogst, een overgang van zomer naar winter. Rutherford vond het achteraf weinig geslaagd. The Fountain of Salmicis gaat over de ontmoeting tussen Hermaphroditus en waternymf Salmacis. Hij vervloekte vervolgens het water, zodat iedereen die er in baadde ook hermafrodiet werd. The Musical Box, The Return of the Giant Hogweed en The Fountain of Salmacis bleven live jarenlang op het repertoire staan.

## Bezetting
- Tony Banks: zang, keyboard, gitaar, mellotron
- Peter Gabriel: zang, fluit
- Steve Hackett: gitaar
- Mike Rutherford: zang, basgitaar
- Phil Collins: zang, drums

From Genesis to Revelation · Trespass · Nursery Cryme · Foxtrot · Live · Selling England by the Pound · The Lamb Lies Down on Broadway · A Trick of the Tail · Wind & Wuthering · Seconds Out · ...And then there were three... · Duke · Abacab · Three Sides Live · Genesis · Invisible Touch · We Can't Dance ·  The way we walk volume one, the shorts · The way we walk volume two, the longs · Calling All Stations · Turn It On Again · Genesis Live over Europe